# Stella Sigurðardóttir
Stella Sigurðardóttir (født 30. marts 1990) er en islandsk håndboldspiller. Hun spiller på Islands håndboldlandshold, og deltog under VM 2011 i Brasilien.